# Hanasakeru Seishounen
Hanasakeru Seishōnen (яп. 花咲ける青少年 ханасакэру сэйсё:нэн) — сёдзё-манга авторства Ицуки Нацуми. Манга выходила в Японии с 1987 года по 1994 в журнале «LaLa». Всего было выпущено 12 томов. Продолжение издавать не планируется. Однако с 2010 года выходит приквел в виде дополнительных историй о прошлом главных героев, где в конце каждой истории вставка из будущего. Аниме-адаптация манги была выпущена в 2009 году студией Studio Pierrot. Премьерный показ на канале NHK-BS2 состоялся 5 апреля 2009. Сериал включает в себя 39 серий по 25 минут.

## Сюжет
Кадзика — дочь американского нефтяного магната Гарри Барнсворта. После смерти матери жила на острове Гиволи. После своего 14-летия она приезжает на полгода учиться в Японию, но не проходит и месяца, как отец вызывает девушку к себе в Америку. При встрече отец говорит, что Кадзике придётся вынести нелегкие испытания судьбы, о которых он расскажет только тогда, когда мужчина, которого она выберет себе в мужья, будет сидеть перед ним в кресле.
С этими словами Гарри предлагает сыграть в игру. Кадзика должна будет встретиться с тремя молодыми людьми, которых он сам тщательно выбирал 12 лет. Из этих троих она должна выбрать одного, который станет её спутником жизни. При этом она должна добиться взаимности от избранника, не раскрывая сути игры. Так она побеждает, в противном случае проигрывает. Он не назовет их имена, а просто устроит встречу. Если Кадзика узнает всех троих и верно называет три имени, но ни один не тронет её сердце — ничья. За всеми этими событиями он просит проследить Фанг Ли Рена, друга детства Кадзики, под предлогом вознаграждения в виде сотрудничества компаний Барнсворта и «Фанг Групп».

## Персонажи

### Главные персонажи
- Кадзика Кагами Барнсворт (сэйю — Ая Эндо)

Главная героиня, дочь и наследница американского нефтяного магната Гарри Барнсворта и японки. 14 лет.Обладает необычайно красивой внешностью, тёмно-розовыми волосами и серебристыми глазами, доставшимися ей в наследство от матери-японки. Является внучкой 73-го короля Махати, но поначалу об этом не знает. Кадзика открыта и искренна, для своего возраста необычайно храбра и прямолинейна, она любит общаться, причём это у неё получается гораздо лучше с представителями мужского пола, чем женского. Несмотря на то, что при знакомстве она всегда произносит фразу «Мы непременно подружимся» за всё время у неё появилась только одна настоящая подруга — Юи, а вот с другими девушками она не сдружилась.
- Юджин Александр де Волкан (сэйю — Дайсукэ Оно)

Претендент № 1, француз, третий сын барона Волкана. 20 лет.Обладая редкой красотой — зелёными глазами и платиновыми белокурыми волосами, Юджин часто ловит на себе внимание женщин. Однако он — надменный аристократ, не ценящий женские чувства и спровоцировавший своей жестокостью три самоубийства. Кадзика рассматривает его как перевоплощение своего любимого снежного барса Мустафы; к девушке Юджин отнёсся как и ко всем своим поклонницам — холодно и жестоко.
Однако Кадзика заинтересовывает его своей необычностью и отличием от назойливых поклонниц. Он сам приглашает её на встречу, похищая из особняка Ли Рена, и невольно показывает Кадзике своё слабое место — в душе Юджина глубокий след оставила трагедия, произошедшая в его семье много лет назад. Кадзика помогает ему преодолеть тяжкие воспоминания, и после этого Юджин проникается к ней симпатией, которая вскоре переходит в сильную любовь. Он часто повторяет, что ради Кадзики готов на всё, даже на смерть, по-своему заботится о ней и защищает её, хотя и не расстаётся с некоторыми привычками ловеласа.
С Ли Реном отношения сопернические, и довольно враждебные.
- Румати Ди Рагиней (сэйю — Дайсукэ Намикава)

Второй претендент на трон после своего старшего брата Соманда, принц королевства Рагиней. Является двоюродным братом Кадзики, о чём узнает в предпоследней серии. Черты лица совпадают с Кадзикой, хотя Румати обладает небесно-голубыми глазами и загорелой кожей. В начале истории он предстаёт как избалованный 14-летний принц, не осознававший, что его попечители придумали для него ненастоящий мир, состоящий из дворца, обучения в элитной школе и назначения лучших друзей. Только пообщавшись с Кадзикой, Румати понимает, что жил неполной жизнью, он многому учится у неё и на глазах меняется. Расставаясь с Кадзикой, он понимает, что расстаётся с настоящим другом.
Вскоре Кадзика и Румати вновь воссоединяется. В результате одного забавного инцидента — Румати и Кадзика случайно засыпают на одной постели — спровоцировал Ли Рена на скандал и сгоряча заявил, что хочет сделать Кадзику своей женой, чтобы не иметь никаких ограничений в общении с ней.
Почти в это же время на родине Румати, в Рагинее, умирает 74-й король, и власть захватывают повстанцы. Румати объявляют предателем и обвиняют в побеге из страны в тяжелое для неё время. Из-за этого он не может вернуться на родину, и компания Барнсворта даёт ему политическое убежище в Америке. Румати понимает, что стал жертвой заговора своего камергера Квинзы и брата Сомонда, который должен был стать королём после смерти 74-го. Сомонду и Квинзе было выгодно убрать с пути Румати, представлявшего серьёзную помеху кронпринцу для восхода на трон (как потом выяснилось, Квинза преследовал совершенно иные, противоположные цели и лишь использовал Сомонда, обладавшего робким и боязливым характером). Для Румати является большим ударом предательство Сомонда, которого младший принц любил от всего сердца, он даже порывается проникнуть в Рагиней, сбегает из дома Ли Рена и причиняет ему много неудобств, однако вскоре понимает, как глупо себя вёл, налаживает отношения с Ли Реном и становится его учеником. Ли Рен обладал большими познаниями в политической системе, бизнесе, построении деловых отношений и управлении и передал свои знания Румати, за что тот ему остался благодарен.
В возрасте 16-ти лет точно понимает, что любит Кадзику и делает ей серьёзное предложение, Кадзика не отказывается. Он даже целует Кадзику, но замечает в этот момент Ли Рена, который не может скрыть свою горечь от увиденного, и понимает, что Ли Рен также любит Кадзику. Это провоцирует новый разрыв в отношениях Румати и Ли Рена. Чувствуя вину за произошедшее, он хочет поговорить с Ли Реном, который во время этого держится холодно. Думая, что Ли Рен предает его так же, как и его брат, выходит из себя и обливает Фанга водой. Позже, успокоившись, Румати объявил Ли Рену, что любит Кадзику, но если кому и отдаст её, то только Фангу.
- Карл Розенталь (сэйю — Дзюн Фукуяма)

Претендент № 3, сын конкурента Барнсвортов. Обладает привлекательной европейской внешностью: ярко-голубыми глазами и золотистым цветом волос. В детстве пережил трагические события: сначала банкротство их компании, предательство матери, жестокость сестёр и нелюбовь отца. Страдает клаустрофобией после того, как в шестилетнем возрасте упал в колодец. Влюбившись в Кадзику, начинает противостоять своему отцу, защищая её интересы.
Карл — практичный и решительный молодой человек, добившийся поста заместителя главы компании Розенталь. Хотя он обычно внимательно просчитывает все свои ходы, он может поступить совершенно необдуманно, если дело касается Кадзики. В остальном, Карл — хладнокровный и невероятно амбициозный бизнесмен.
К Кадзике начал испытывать симпатию после того, как она спасла его от очередного приступа клаустрофобии. Узнав, что его спасительница — дочь главы Барнсвортов, попытался избежать общения с ней, но вскоре решил, что вражда их родителей никак не влияет на отношения детей. Карл понял, что любит Кадзику после того, как девушка оказалась в опасности из-за его ошибки; он пытается спасти её, но его останавливают телохранители. В результате на помощь девушке приходит Ли Рен.
- Ли Рен Фанг (сэйю — Тосиюки Морикава)

Лидер китайской коммерческой корпорации и клана Фанг. Друг детства Кадзики. Разрывается между долгом перед семьей и любовью к Кадзике.
У Ли Рена узкие сиреневые глаза, пышные чёрные волосы и мускулистая фигура. Чаще всего носит национальную китайскую одежду, но в случае необходимости может одеться по-европейски. Ли Рен редко выходит из себя, тем самым нервируя своих собеседников спокойствием и уверенностью в себе. При этом Ли Рен невероятно остроумен и меток в высказываниях, он мастер в планировании своих действий и работе корпорации.
В девять лет мальчик остался сиротой (мать умерла в госпитале в Швейцарии, когда Ли Рену было пять лет). Но в клане Фанг семья заботится друг о друге, поэтому маленького Ли Рена не оставили без попечения. Мальчик старательно учился, но всё больше замыкался в себе. Единственным спасением для него стали поездки на остров Гиволи, где Ли Рен познакомился с жизнерадостной девочкой Кадзикой, младше его на пять лет; он стал проявлять свои симпатии к девочке. В первую встречу Ли Рен привез Кадзике настоящего барса — подарок её отца. В возрасте 13-ти лет Ли Рена выбрали на пост главы клана Фанг и коммерческой компании «Фанг Групп». Необыкновенно талантливый, умный и расчётливый мальчик сразу возродил угасающее влияние компании во всем мире. Из-за сильной занятости поездки на Гиволи случались всё реже, и Ли Рен постепенно уходил в себя, пряча свои истинные чувства и характер за выдуманными. Ли Рен был таким, каким его хотели видеть члены клана Фанг. Он глубоко спрятал свои чувства к Кадзике, решив оставаться для неё лишь верным другом и братом, потому что понимал, что Кадзика — не та женщина, с которой его хотели видеть члены семьи и Фанг Групп.
Получив необычное задание от Гарри, Ли Рен сильно страдал — он понимал, что теперь ему придётся наблюдать за тем, как его любимая Кадзика выбирает себе в мужья другого мужчину. Но с другой стороны, это означало, что Ли Рену придется находиться рядом с возлюбленной, а это само по себе — большая радость, поэтому он не мог отказаться. Когда Ли Рен и Кадзика начинают проводить вместе много времени, под влиянием Кадзики Ли Рен потихоньку раскрывается и проявляет хоть какие-то чувства, он ревностно охраняет Кадзику и сознательно ведёт себя как её старший брат, от чего ещё сильнее страдает. Общение Кадзики с претендентами в мужья приводит его в ярость, но Ли Рен как обычно прячет всё в себе, не показывая истинные чувства. Однако, не может совладать с ними, узнав о различных проделках Кадзики — например, о том, что Кадзика случайно заснула на одной кровати с Румати, Ли Рен пытается спрятать свою ревность под негодование «старшего брата» и заботу о репутации молодых людей. У него это неплохо получилось, но увидев поцелуй Румати и Кадзики, Ли Рен впервые теряет маску, раскрывая истинные чувства.

### Второстепенные персонажи
- Тораносукэ Ви Хага — телохранитель Кадзики японо-американского происхождения. Непосредственен и наивен, часто вызывает смех у Кадзики и Ли Рена своим поведением. Но при этом, Тораносукэ — хороший друг, на которого можно положиться. Очень часто помогает Кадзике в её безумных затеях.
- Гарри Барнсворт — отец Кадзики, нефтяной магнат, незаконнорожденный сын бывшего короля Рагинея Махати. На протяжении всего сюжета манипулирует всеми персонажами — ещё когда Кадзика была маленькая, Гарри уже все просчитал: он знал, и с кем она в итоге останется, и какой будет исход игры.
- Махати — 73-й король Рагинея. Во время делового визита в Нью-Йорк на него было совершено покушение, после чего Махати сбежал и встретил на улице Катрин, певицу в местном ресторане. Махати влюбляется в неё и делает ей предложение, обещая получить разрешение отца на свадьбу и вернуться за ней, но не сдерживает обещание.
- Катрин — певица из Нью-Йорка. Влюбляется в Махати, принца из Рагинея. Во время его отъезда понимает, что беременна и принимает предложение Фреда ради того, чтобы у ребенка был отец.
- Фред Барнсворт — журналист. Пообещал Махати заботиться о Катрин во время его отсутствия, стал приёмным отцом Гарри Барнсворта.
- Соманд — кронпринц Рагинея, старший брат Румати. Робкий и боязливый.
- Квинза — камергер принца Румати, устроивший государственный переворот ради восхождения принца на трон. Умный и расчётливый. Не останавливался не перед чем ради достижения цели.
- Наджейра — кузина принца Румати, провидица бога Раги, ставшая любовницей Квинзы. Избалованна своей властью, хотя часто повторяет, что власть её «не интересует, всё делается ради того, чтобы развеять скуку».
- Сезун — камергер принца Румати, младший брат Квинзы.
- Исаак Ноэй — бывший офицер Рагинейской королевской гвардии, безгранично предан королевской семье. Руководил повстанческими силами.
- Козрен — помощник Исаака.
- Нельсон Розенталь — отец Карла Розенталя и глава компании Розенталь. Ненавидит Гарри Барнсворта за то, что тот разрушил его бизнес. Изо всех сил пытался проникнуть в тайну происхождения Гарри, и ему это удалось.
- Изабель Розенталь — старшая сестра Карла. Ненавидит своего брата за то, что тот был выбран Нельсоном, как наследник их семейного бизнеса. Клаустрофобия брата развилась из-за того, что Изабель не захотела вытаскивать его из колодца.
- Юи — лучшая подруга Кадзики из Японии. Скромная и добрая девушка, семья: мать, отец и старший брат.
- Огюст де Волкан — отец Юджина. Ненавидел своего брата Алана за то, что тот был любимчиком у их матери.
- Алан де Волкан — брат Огюста и настоящий, биологический отец Юджина. Унаследовал от матери необыкновенную красоту. Позже заболел и впал в кому.
- Пьер Ксавье — сводные братья Юджина, не унаследовавшие красоту бабушки и дяди.
- Кристин Вандрушкан — мать Юджина и третья жена Огюста, выбросившаяся из окна в день своего двадцатилетия.

## Список серий
| № серии | Название серии                                                                | Трансляция в Японии |
| ------- | ----------------------------------------------------------------------------- | ------------------- |
| 1       | Innocent Girl «Inosento gaaru» (イノセントガール)                             | 5 апреля 2009 г.    |
| 2       | Circling Love «Meguriai» (廻り愛)                                             | 12 апреля 2009 г.   |
| 3       | Sleepless Night «Nemurenu yoru» (眠れぬ夜)                                    | 19 апреля 2009 г.   |
| 4       | The day when the long Night ends «Nagaki yoru no akeru hi» (長き夜の明ける日) | 26 апреля 2009 г.   |
| 5       | Encounters ~ Reunions «Deai ~ saikai» (出会い～再会)                          | 3 мая 2009 г.       |
| 6       | Pure Heart «Junshin» (純心)                                                   | 10 мая 2009 г.      |
| 7       | Feelings for Someone «Taga tameno Omoi» (誰が為の想い)                        | 17 мая 2009 г.      |
| 8       | Promise «Puromisu» (プロミス)                                                 | 24 мая 2009 г.      |
| 9       | Something that Never Changes «Kawaranai mono» (変わらないもの)                | 31 мая 2009 г.      |
| 10      | Cross Days «Kurosu Deizu» (クロス・デイズ)                                    | 7 июня 2009 г.      |
| 11      | Shape of Love «Ai no Katachi» (アイのカタチ)                                  | 14 июня 2009 г.     |
| 12      | Alone «Hitori» (ヒトリ)                                                       | 21 июня 2009 г.     |
| 13      | Country of the Sun «Taiyou no Kuni» (太陽の国)                                | 5 июля 2009 г.      |
| 14      | Warmth «Nukumori» (ぬくもり)                                                  | 12 июля 2009 г.     |
| 15      | Moonlight Medium «Gekka no Miko» (月下の巫女)                                 | 19 июля 2009 г.     |
| 16      | Pride «Puraido» (プライド)                                                    | 26 июля 2009 г.     |
| 17      | Feelings That Don't Reach «Todokanu Omoi» (届かぬ想い)                        | 2 августа 2009 г.   |
| 18      | Opposition «Opojishon» (オポジション)                                         | 23 августа 2009 г.  |
| 19      | Uncontrollable Emotions «Osaekirenai Kimochi» (おさえきれない気持ち)          | 30 августа 2009 г.  |
| 20      | Turning Point «Taaningu Pointo» (ターニングポイント)                          | 6 сентября 2009 г.  |
| 21      | Unforgettable Feelings «Wasurenu Omoi» (忘れえぬ想い)                         | 13 сентября 2009 г. |
| 22      | Repose «Ripōsu» (リポーズ)                                                    | 20 сентября 2009 г. |
| 23      | Farewell «Ketsubetsu» (決別)                                                  | 27 сентября 2009 г. |
| 24      | Confusion «Tomdadoi» (とまどい)                                               | 11 октября 2009 г.  |
| 25      | Missing Piece «Umaranu Kakera» (埋まらぬ欠片)                                 | 11 октября 2009 г.  |
| 26      | Puppet «Kairai» (傀儡)                                                        | 25 октября 2009 г.  |
| 27      | Heavy Chains «Omoi Kusari» (重い鎖)                                           | 1 ноября 2009 г.    |
| 28      | Beyond the Differences «Surechigai no Saki» (すれ違いの先)                    | 8 ноября 2009 г.    |
| 29      | Within the Circle of Destiny «Unmei no Wa no Naka de» (運命の輪の中で)        | 15 ноября 2009 г.   |
| 30      | Unstoppable Progress «Tomaranu Ayumi» (止まらぬ歩み)                          | 22 ноября 2009 г.   |
| 31      | Unmerging Ideas «Majiwaranu Rinen» (交わらぬ理念)                             | 29 ноября 2009 г.   |
| 32      | Lies and Truths «Uso to Makoto» (嘘と真)                                      | 6 декабря 2009 г.   |
| 33      | Seeds of Catastrophe «Wazawai no Tane» (災いの種)                             | 13 декабря 2009 г.  |
| 34      | Triumphant Return «Gaisen» (凱旋)                                             | 20 декабря 2009 г.  |
| 35      | The Beginning of 1,000 Years «Sennen no Makuake» (千年の幕開け)               | 17 января 2010 г.   |
| 36      | For Eternity «Eien Ni» (永遠に)                                               | 24 января 2010 г.   |
| 37      | Relying on the Course of Love «Aisuru ga Yue» (愛するがゆえ)                  | 31 января 2010 г.   |
| 38      | Sharp Words «Kizamu Kotoba» (刻む言葉)                                        | 7 февраля 2010 г.   |
| 39      | The Promised Sky «Yakusoku no Sora» (約束の空)                                | 14 февраля 2010 г.  |

## Музыкальное сопровождение
- Открывающая композиция — «Change» (исполняет J-Min)
- Закрывающая композиция — «One» (исполняет J-Min)